# Сант-Ельпідіо-а-Маре
Сант-Ельпідіо-а-Маре (італ. Sant'Elpidio a Mare) — муніципалітет в Італії, у регіоні Марке,  провінція Фермо.
Сант-Ельпідіо-а-Маре розташований на відстані близько 180 км на північний схід від Рима, 50 км на південь від Анкони, 8 км на північний захід від Фермо.
Населення — 17 110 осіб (2014).
Щорічний фестиваль відбувається 2 вересня. Покровитель — Sant'Elpidio abate.

## Демографія
Населення за роками:

Станом на 1 січня 2023 року в муніципалітеті офіційно проживало 1656 іноземців з 56 країн, серед них 256 громадян країн Євросоюзу та 46 громадян України.

## Сусідні муніципалітети
- Чивітанова-Марке
- Фермо
- Монте-Урано
- Монтекозаро
- Монтегранаро
- Порто-Сант'Ельпідіо